# Gle Gapu
Gle Gapu är en kulle i Indonesien.   Den ligger i provinsen Aceh, i den västra delen av landet, 1 800 km nordväst om huvudstaden Jakarta. Toppen på Gle Gapu är 43 meter över havet.
Terrängen runt Gle Gapu är varierad. Havet är nära Gle Gapu åt sydväst.Runt Gle Gapu är det ganska glesbefolkat, med 30 invånare per kvadratkilometer. I omgivningarna runt Gle Gapu växer i huvudsak städsegrön lövskog.